# Janssensantus inexpectatus
Janssensantus inexpectatus là một loài bọ cánh cứng trong họ Bọ hung (Scarabaeidae).